# Kraaifontein

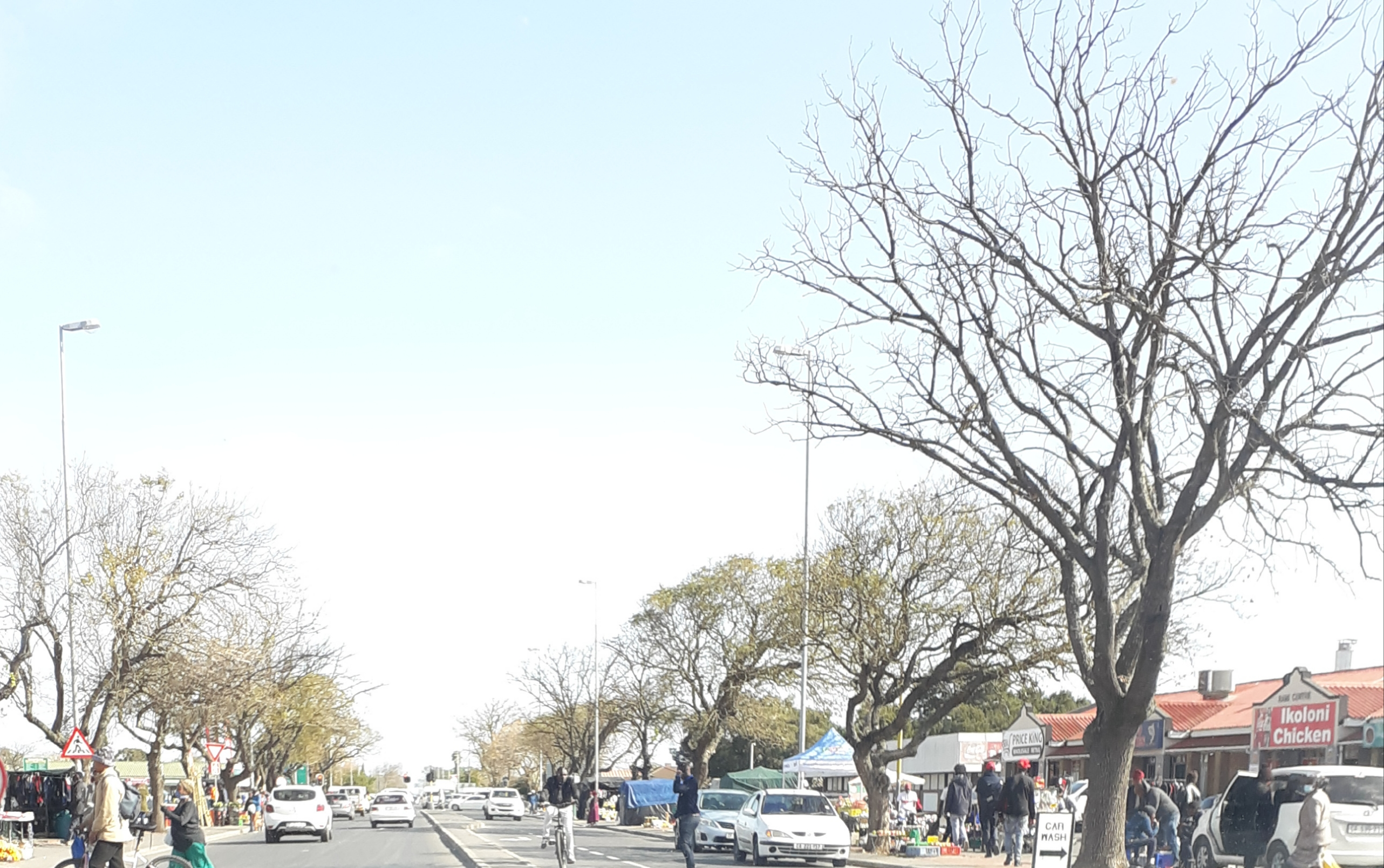
Old Paarl Road in Eikendal, Kraaifontijn

Kraaifontein is een voorstad van Kaapstad met ruim 150.000 inwoners aan de noordoost kant van de stad. De plaats ligt aan de N1, de hoofdroute van Kaapstad naar Johannesburg.